# Авраамівська
Авраамівська (біл. Аўраамаўская) — пасажирський залізничний зупинний пункт Гомельського відділення Білоруської залізниці на неелектрифікованій лінії Василевичі — Хойники між зупинними пунктами Ізбинь та Осів. Розташований у селі Партизанська Хойницького району Гомельської області. 